# Templeux-la-Fosse
Templeux-la-Fosse est une commune française située dans le département de la Somme, en région Hauts-de-France.

## Géographie

### Localisation

#### Communes limitrophes
| Moislains         | Nurlu             | Aizecourt-le-Bas |
| Aizecourt-le-Haut | Templeux-la-Fosse | Longavesnes      |
|                   | Driencourt        | Tincourt-Boucly  |

### Description

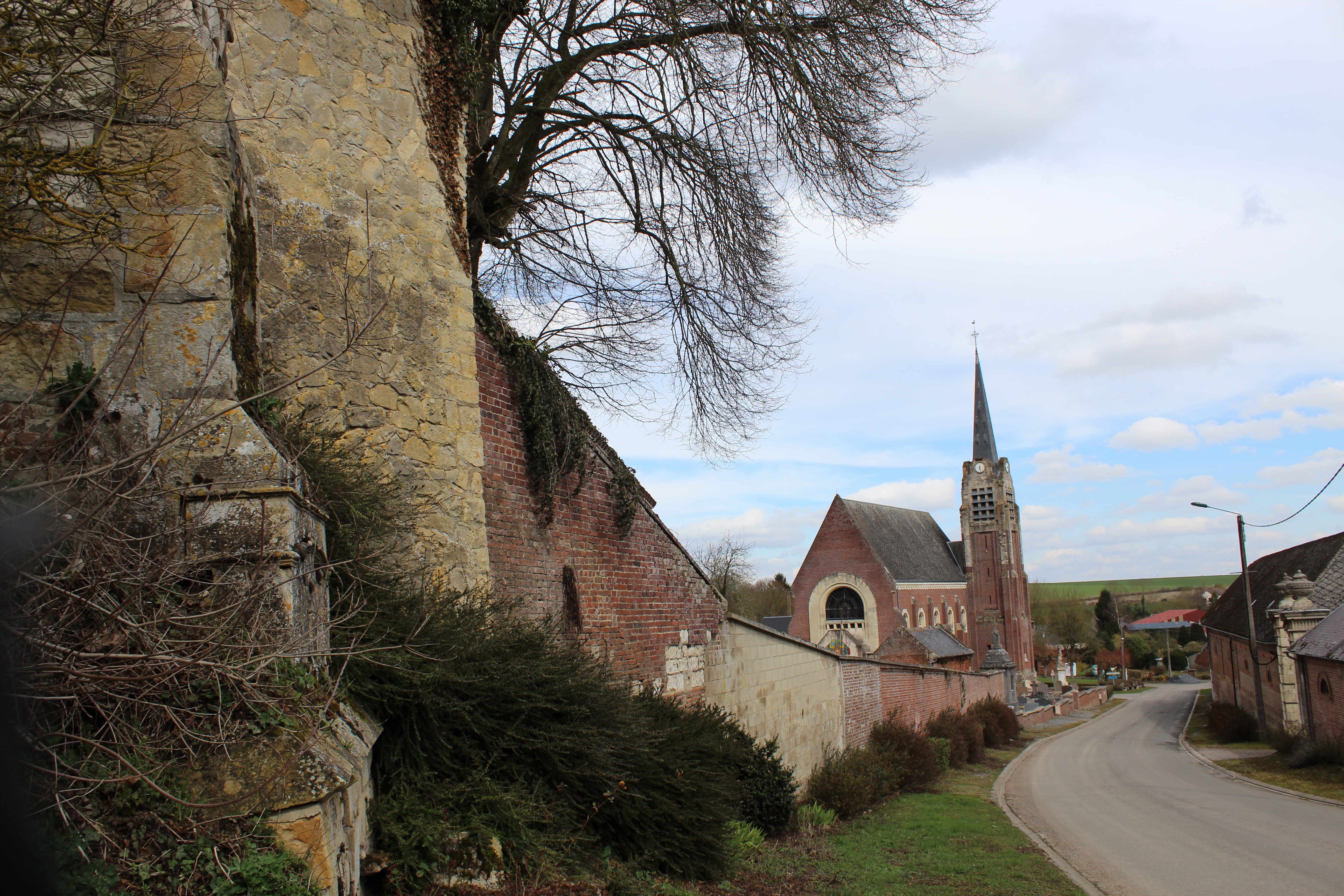
La rue de l'église.

Village picard du Santerre, situé à 8 km au nord-est de Péronne, à 59 km d'Amiens, à proximité de l'ancienne route nationale 17 (actuelle RD 917) et aisément accessible par les autoroutes A1 et A26.
En 2019, il est desservi par la ligne d'autocars no 748 (Épehy - Villers-Faucon - Péronne) du réseau interurbain Trans'80 Hauts-de-France.

### Hydrographie
La commune est située dans le bassin Artois-Picardie. Elle n'est drainée par aucun cours d'eau.

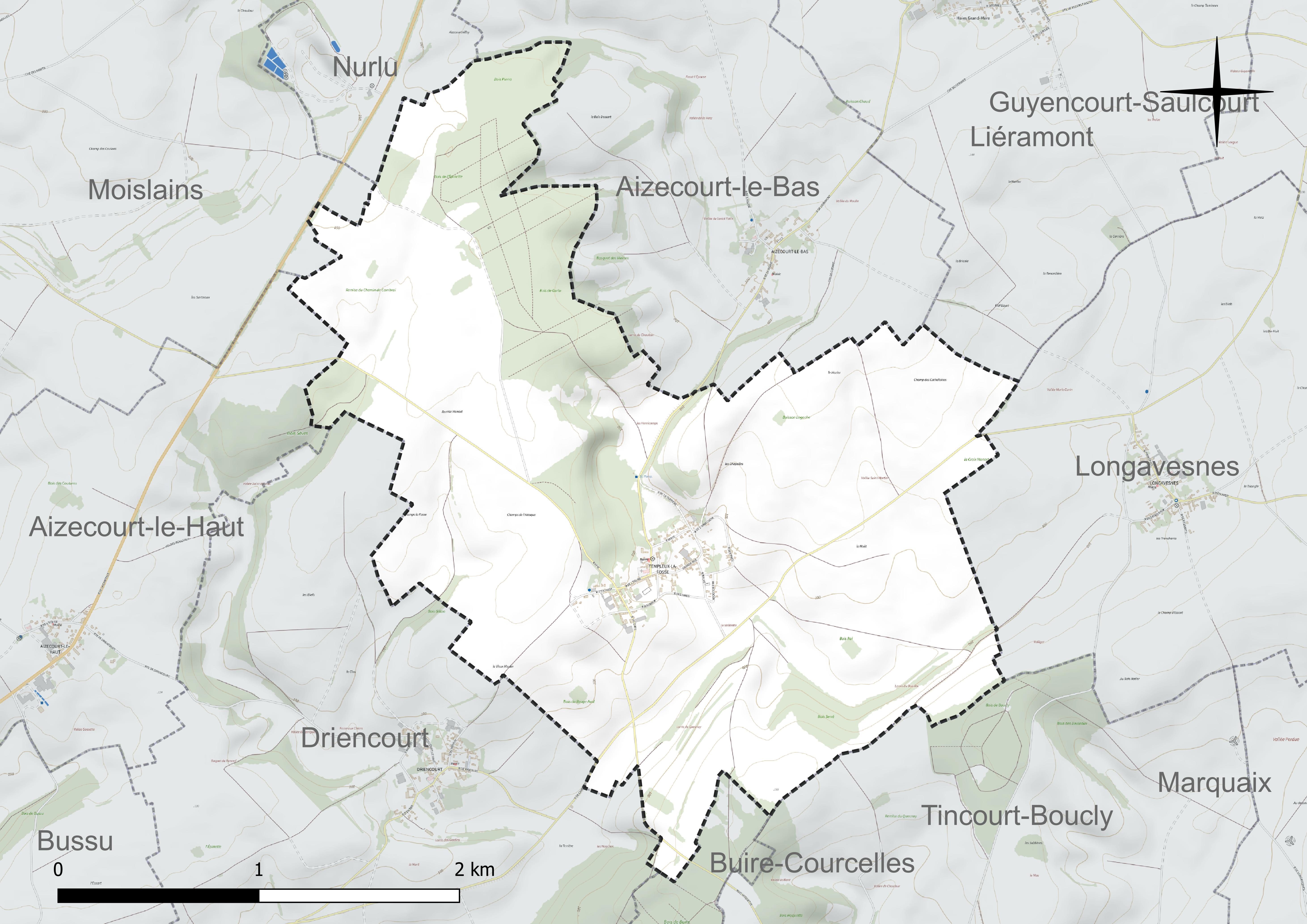
Réseau hydrographique de Templeux-la-Fosse.

### Climat
Pour des articles plus généraux, voir Climat des Hauts-de-France et Climat de la Somme.
En 2010, le climat de la commune est de type climat océanique dégradé des plaines du Centre et du Nord, selon une étude du CNRS s'appuyant sur une série de données couvrant la période 1971-2000. En 2020, Météo-France publie une typologie des climats de la France métropolitaine dans laquelle la commune est exposée à un climat océanique et est dans la région climatique Nord-est du bassin Parisien, caractérisée par un ensoleillement médiocre, une pluviométrie moyenne régulièrement répartie au cours de l'année et un hiver froid (3 °C).
Pour la période 1971-2000, la température annuelle moyenne est de 10,3 °C, avec une amplitude thermique annuelle de 14,7 °C. Le cumul annuel moyen de précipitations est de 723 mm, avec 11,9 jours de précipitations en janvier et 9,3 jours en juillet. Pour la période 1991-2020, la température moyenne annuelle observée sur la station météorologique la plus proche, située sur la commune d'Épehy à 9 km à vol d'oiseau, est de 10,6 °C et le cumul annuel moyen de précipitations est de 752,8 mm,. Pour l'avenir, les paramètres climatiques de la commune estimés pour 2050 selon différents scénarios d'émission de gaz à effet de serre sont consultables sur un site dédié publié par Météo-France en novembre 2022.

## Urbanisme

### Typologie
Au 1er janvier 2024, Templeux-la-Fosse est catégorisée commune rurale à habitat dispersé, selon la nouvelle grille communale de densité à sept niveaux définie par l'Insee en 2022.
Elle est située hors unité urbaine. Par ailleurs la commune fait partie de l'aire d'attraction de Péronne, dont elle est une commune de la couronne,. Cette aire, qui regroupe 52 communes, est catégorisée dans les aires de moins de 50 000 habitants,.

### Occupation des sols
L'occupation des sols de la commune, telle qu'elle ressort de la base de données européenne d'occupation biophysique des sols Corine Land Cover (CLC), est marquée par l'importance des territoires agricoles (78,7 % en 2018), une proportion identique à celle de 1990 (78,7 %). La répartition détaillée en 2018 est la suivante :
terres arables (78,7 %), forêts (17 %), zones urbanisées (4,3 %). L'évolution de l'occupation des sols de la commune et de ses infrastructures peut être observée sur les différentes représentations cartographiques du territoire : la carte de Cassini (XVIIIe siècle), la carte d'état-major (1820-1866) et les cartes ou photos aériennes de l'IGN pour la période actuelle (1950 à aujourd'hui).

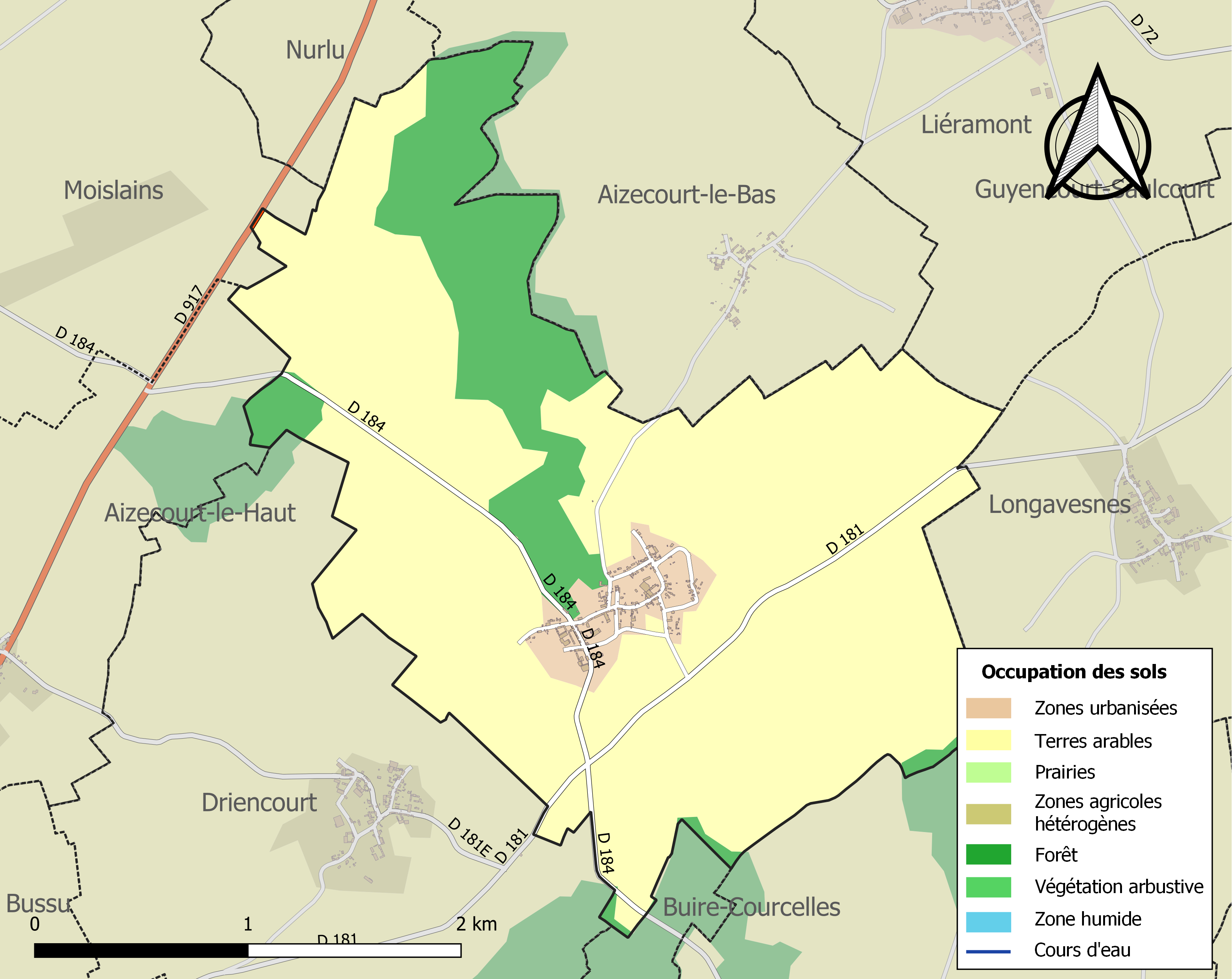
Carte des infrastructures et de l'occupation des sols de la commune en 2018 (CLC).

## Toponymie

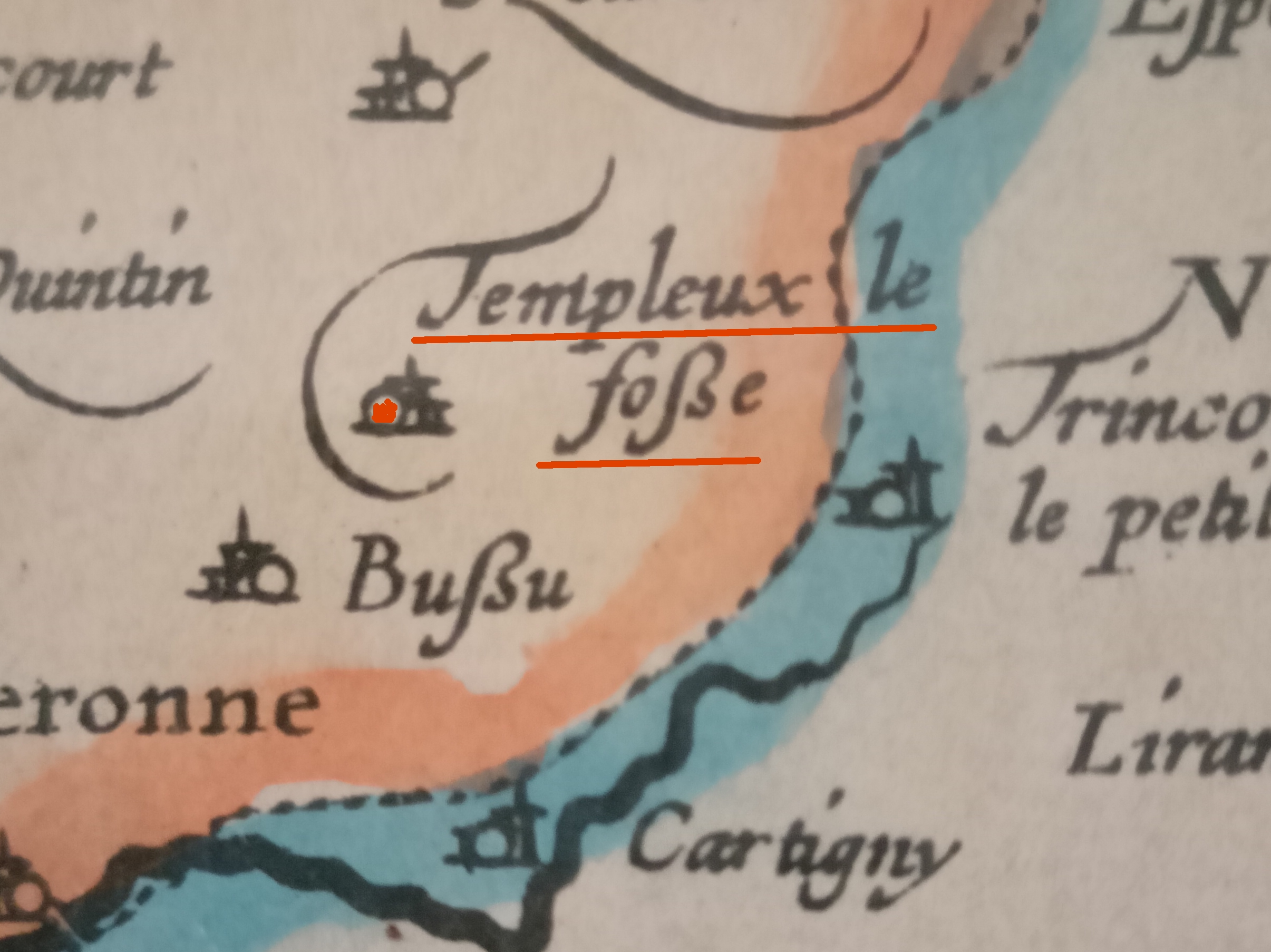
Carte de la Picardie de 1620 - Templeux le fosse.

Templois est relevé en 1174 dans un cartulaire d'Arrouaise, émanant de Baudoin, évêque de Noyon. Un dénombrement de la terre de Nesle nous fournit Templous en 1230. Templues est mentionné en 1236 dans un cartulaire de Noyon mais aussi en 1251 avec le sceau d'Adam de Templeux. La forme définitive se trouve sur une carte de Cassini en 1757.
Les templiers ont très probablement été présents sur le territoire.

La situation du village dans un profond vallon l'a fait nommer la Fosse,.

## Histoire
Dès 1150, Mathieu de Templeux est cité dans l'ouvrage de l'abbé Paul Decagny.
Au début du XVIIe siècle, la seigneurie appartient aux d'Estournel de Surville.

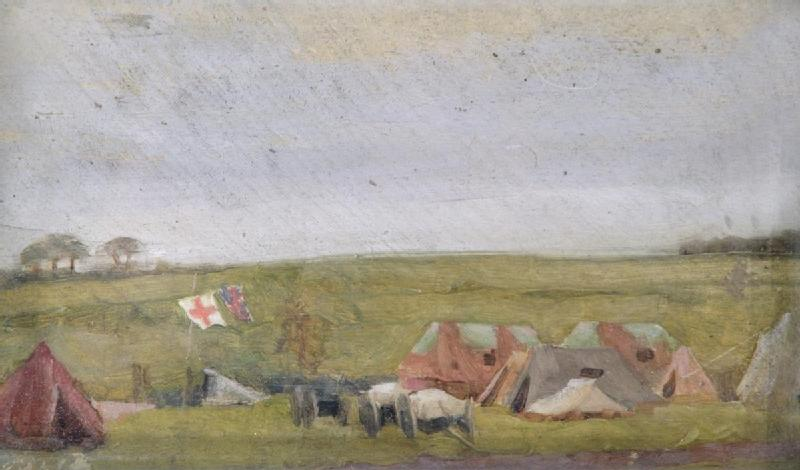
Tableau : Le poste de ravitaillement principal d'une ambulance de campagne - Templeux-la-fosse, 18 septembre 1918, par Haydn Reynolds Mackey.

L'église paroissiale de Templeux-la-Fosse est desservie de 1254 jusqu'à la Révolution française par les Trinitaires qui s'appelaient aussi Mathurins ou chanoines réguliers de la Sainte Trinité, de la Rédemption des captifs (d'où leur nom de Trinitaires). Un de ces religieux prenait le titre de curé.
Première Guerre mondiale
Le village est considéré comme détruit à la fin de la guerre et a été décoré de la Croix de guerre 1914-1918, le 27 octobre 1920.

## Politique et administration
| Période                                  | Période                | Identité          | Étiquette | Qualité                                     |
| ---------------------------------------- | ---------------------- | ----------------- | --------- | ------------------------------------------- |
| Les données manquantes sont à compléter. |                        |                   |           |                                             |
| 2001                                     | 2006                   | Marie-Angèle Lang | SE        | Démissionnaire                              |
| 2006                                     | 2012                   | Annick Henry      | SE        | Démissionnaire le 26 septembre 2012         |
| 19 novembre 2012                         | En cours (au 1/6/2020) | Benoît Mascré     |           | Agriculteur Réélu pour le mandat 2020-2026, |

## Population et société

### Démographie
L'évolution du nombre d'habitants est connue à travers les recensements de la population effectués dans la commune depuis 1793. Pour les communes de moins de 10 000 habitants, une enquête de recensement portant sur toute la population est réalisée tous les cinq ans, les populations de référence des années intermédiaires étant quant à elles estimées par interpolation ou extrapolation. Pour la commune, le premier recensement exhaustif entrant dans le cadre du nouveau dispositif a été réalisé en 2004.

En 2022, la commune comptait 135 habitants, en évolution de −4,26 % par rapport à 2016 (Somme : −1,26 %, France hors Mayotte : +2,11 %).
| 1793 | 1800 | 1806 | 1821 | 1831 | 1836 | 1841 | 1846 | 1851 |
| ---- | ---- | ---- | ---- | ---- | ---- | ---- | ---- | ---- |
| 506  | 529  | 525  | 617  | 690  | 747  | 732  | 722  | 736  |

| 1856 | 1861 | 1866 | 1872 | 1876 | 1881 | 1886 | 1891 | 1896 |
| ---- | ---- | ---- | ---- | ---- | ---- | ---- | ---- | ---- |
| 738  | 726  | 720  | 659  | 675  | 610  | 590  | 538  | 699  |

| 1901 | 1906 | 1911 | 1921 | 1926 | 1931 | 1936 | 1946 | 1954 |
| ---- | ---- | ---- | ---- | ---- | ---- | ---- | ---- | ---- |
| 708  | 675  | 649  | 310  | 327  | 263  | 248  | 228  | 209  |

| 1962 | 1968 | 1975 | 1982 | 1990 | 1999 | 2004 | 2006 | 2009 |
| ---- | ---- | ---- | ---- | ---- | ---- | ---- | ---- | ---- |
| 238  | 199  | 180  | 179  | 164  | 171  | 160  | 161  | 145  |

| 2014 | 2019 | 2022 | - | - | - | - | - | - |
| ---- | ---- | ---- | - | - | - | - | - | - |
| 143  | 136  | 135  | - | - | - | - | - | - |

### Enseignement
L'école de Templeux-la-Fosse fait partie en 2017 du regroupement pédagogique intercommunal de Tincourt-Boucly qui regroupe six communes :
- Aizecourt-le-Bas,
- Driencourt,
- Longavesnes,
- Marquaix-Hamelet,
- Templeux-la-Fosse
- et Tincourt-Boucly[24].

## Culture locale et patrimoine

### Lieux et monuments
- Château.
- Église de la Nativité-de-la-Sainte-Vierge, reconstruite après la Première Guerre mondiale.

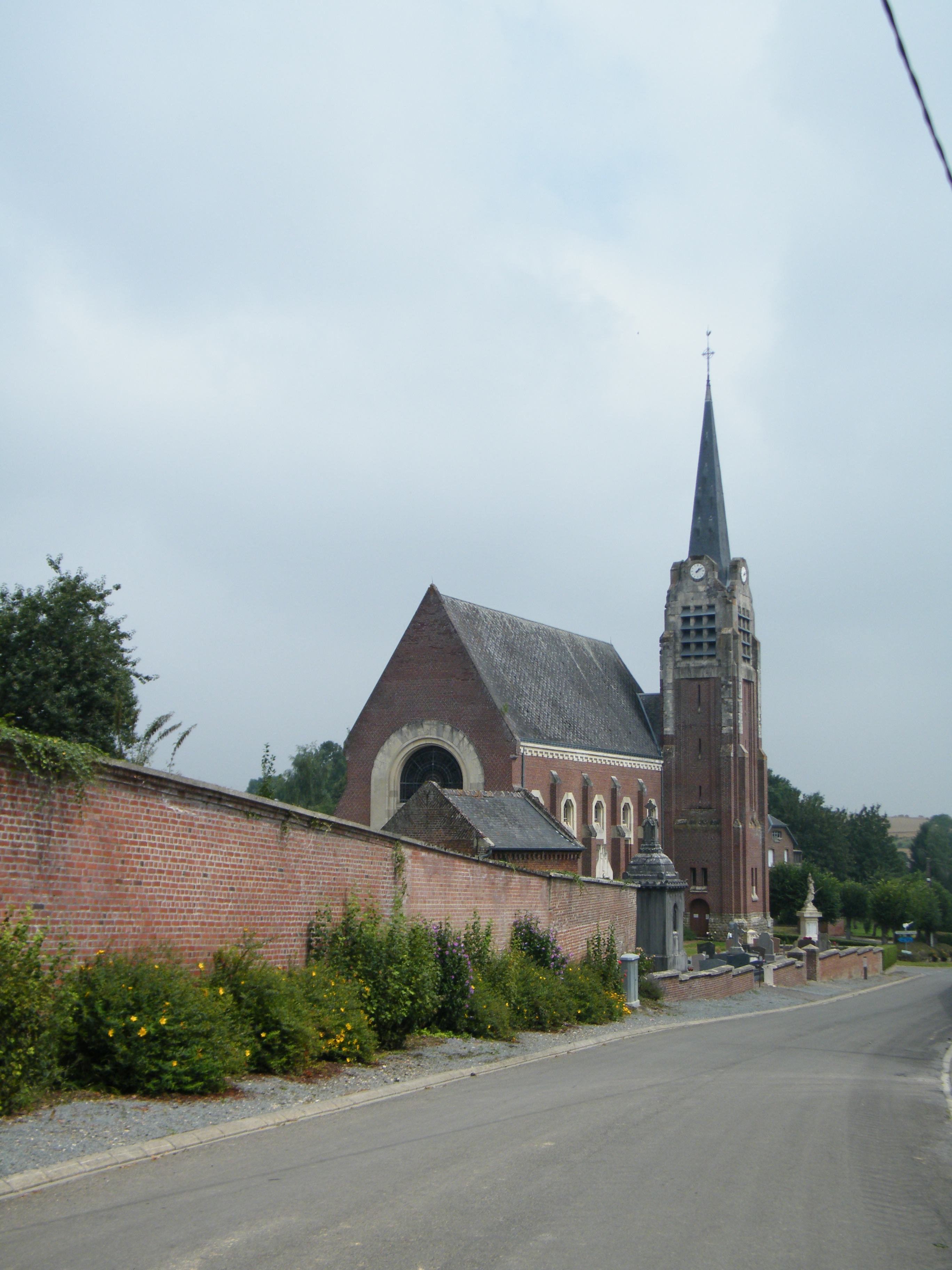
L'église de la Nativité-de-la-Sainte-Vierge.
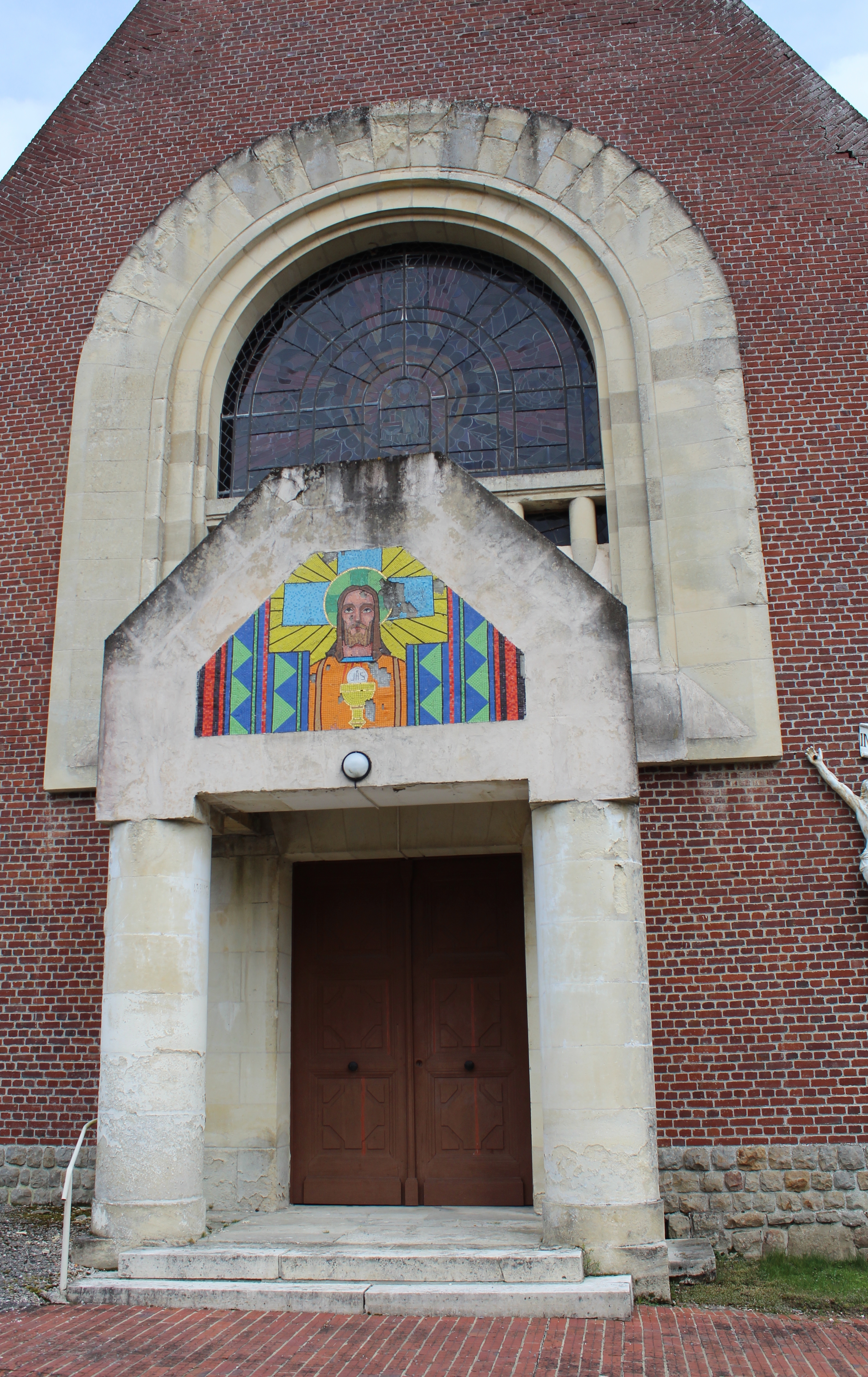
Détail du portail de l'église.
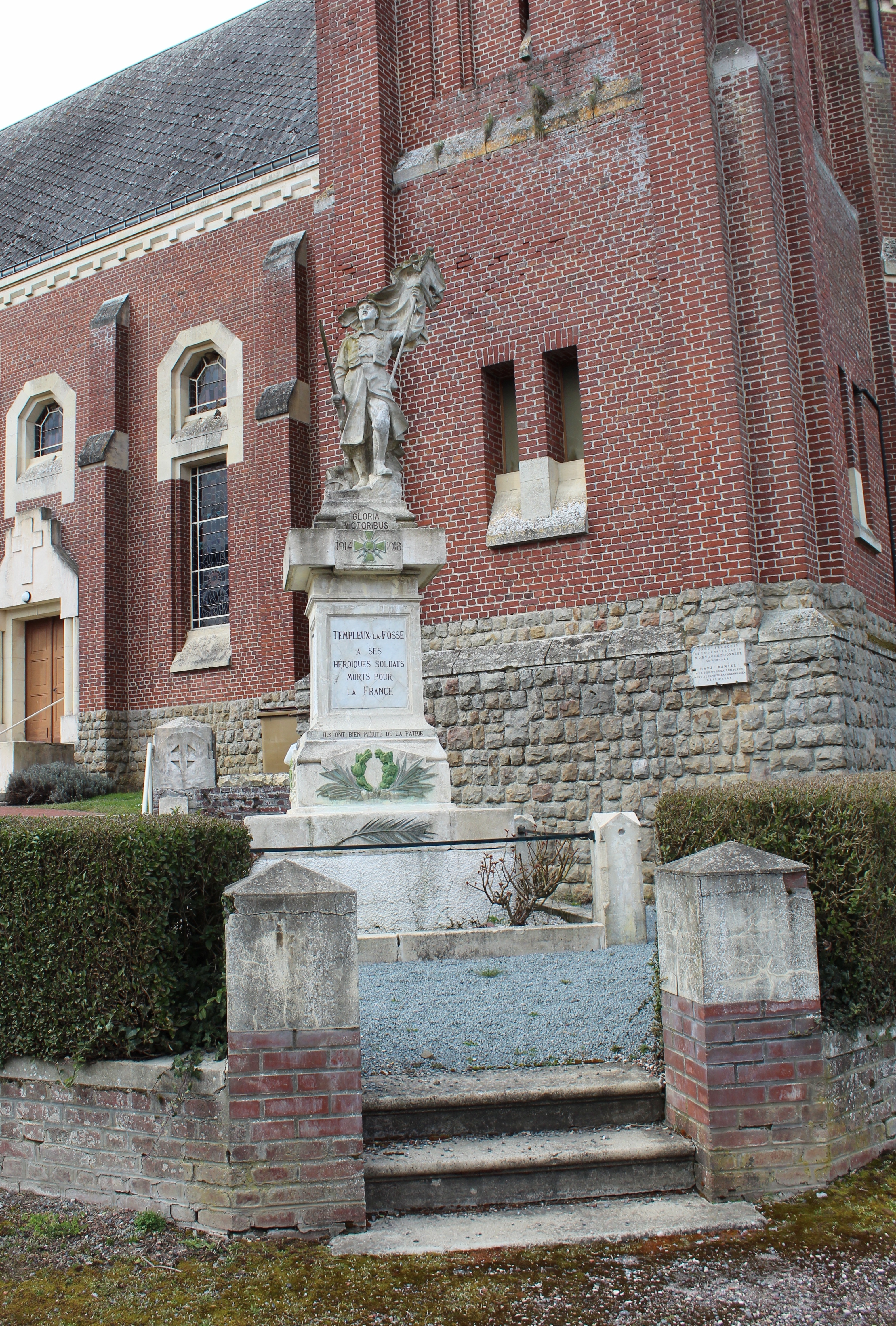
Monument aux morts.